# Флодні
Флодні (угор. Flódni, в Австрії Fächertorte) — традиційна угорсько-єврейська випічка з пісочного тіста, наповнена шарами яблук, волоських горіхів, маку та сливового джему. Її традиційно їдять у Пурим та Хануку. У традиційному рецепті тісто замішували на гусячому смальці. Зараз для цього зазвичай використовують вершкове масло. Між листами тіста поміщають начинку. При подачі охолоджений пиріг ріжуть на квадратні шматочки.

## Історія
Популярний в Угорщині та Австрії флодні бере свій початок у французьких та німецьких євреїв, їхня випічка називалася fluden. Fluden походить від латинського слова «fladon», і старого верхньонімецького flado, що означає буквально «коржик». Звідси походить французька випічка флан та іспанський запечений крем флан.
Перша згадка про флуден із сирною начинкою міститься у працях рабі Гершом бен Ієгуди з Майнца близько 1000 року н. е.
На Шаббатт і Пурім готували і флуден із солодкою начинкою: яблуками, родзинками, джемом, горіхами та маком. Після того, як євреї-ашкеназі мігрували на схід, флуден асимілювався румунською кухнею як flandi і угорською як flodni, перетворившись на солодкий багатошаровий пиріг або тістечко.
В Угорщині флодні вважається причетним не лише до єврейської, а й загальнонаціональної угорської кухні. Він також дуже популярний у Австрії.